# Jean Lavallée (1913-1944)
Pour les articles homonymes, voir Lavallée.
Ne doit pas être confondu avec Jean Lavallée.
Jean Lavallée, né le 11 octobre 1913 à Saint-Nazaire et mort le 5 octobre 1944 à Buchenwald, est un officier de marine et résistant français.

## Biographie
Il entre à l’École navale en octobre 1932 et en sort aspirant en octobre de l'année suivante. Enseigne de 2e classe (octobre 1935), il sert à la majorité générale à Cherbourg puis sur l'aviso Ville-d'Ys à la station navale de Terre-Neuve et du Groenland (novembre 1935).
Enseigne de 1re classe (octobre 1936), il participe à un stage au Service hydrographique avant de suivre à Toulon les cours de l’École de navigation sous-marine. En août 1938, il est envoyé en escadre de l’Atlantique comme officier de manœuvre sur le sous-marin Agosta, puis passe en avril 1940 sur le transport Amiénois avec lequel il prend part aux opérations de Norvège. Il est alors cité à l'ordre de la division.
Il sert ensuite à la DCA de Toulon puis en février 1941 au Centre des sous-marins. Officier en troisième du sous-marin Henri Poincaré à la division navale d'Afrique occidentale, il devient en décembre 1941 second du sous-marin Antiope.
Lieutenant de vaisseau (mars 1942), il est affecté à Alger en mai 1943 puis est parachuté en France en août pour y organiser un poste de contre-espionnage clandestin. Il assure alors avec audace et dextérité de nombreuses missions mais est arrêté par la Gestapo à Paris le 10 décembre 1943.
Torturé, il ne livre aucun renseignement et est déporté en Allemagne le 4 février 1944. Il est fusillé dans le camp de concentration de Buchenwald le 5 octobre 1944.

## Distinctions

### Décorations
- Chevalier de la Légion d'honneur à titre posthume (7 juillet 1945).
- Croix de guerre 1939–1945 avec palme (7 juillet 1945)
- Médaille de la Résistance française (15 octobre 1945)[1]

### Hommages
Il est déclaré « Mort pour la France ». Un aviso a été nommé en son honneur en 1974.
Son nom est inscrit sur le monument du cimetière communal de La Baule-Escoublac, sur le mémorial des services spéciaux 39-45, square Alfasser à Ramatuelle et à Weimar sur la plaque apposée sur l'antichambre du four crématoire.